# Plaza Tower
La Plaza Tower es un rascacielos de 162 m de altura, en Nueva Orleans, Luisiana, diseñado en el estilo moderno por Leonard R Spangenberg, Jr. & Associates. Situado en el distrito central de negocios (CBD), es el tercer edificio más alto, tanto en la ciudad de Nueva Orleans como en el estado de Luisiana. El edificio no fue utilizado desde 2002 debido a problemas ambientales como el moho tóxico y el amianto. En marzo de 2005, la Plaza Tower fue comprada por Giannasca Development Group LLC por 4 millones de dólares. El Grupo Giannasca realizó previó una renovación de 120 millones de dólares para convertir la torre de oficinas en una torre de condominios de 197 unidades con una nueva fachada.